# Juvigny-sur-Loison
Juvigny-sur-Loison é uma comuna francesa na região administrativa de Grande Leste, no departamento de Meuse. Estende-se por uma área de 16,42 km². Em 2010 a comuna tinha 265 habitantes (densidade: 16,1 hab./km²).